# The Battle Of The Lake Regillus

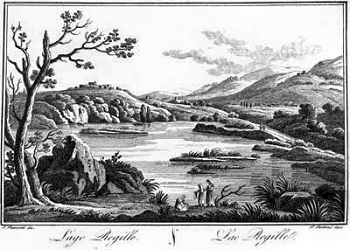
Jezioro Regillus

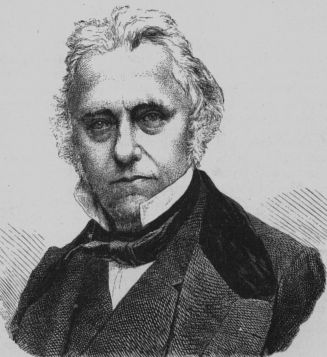
Thomas Babington Macaulay

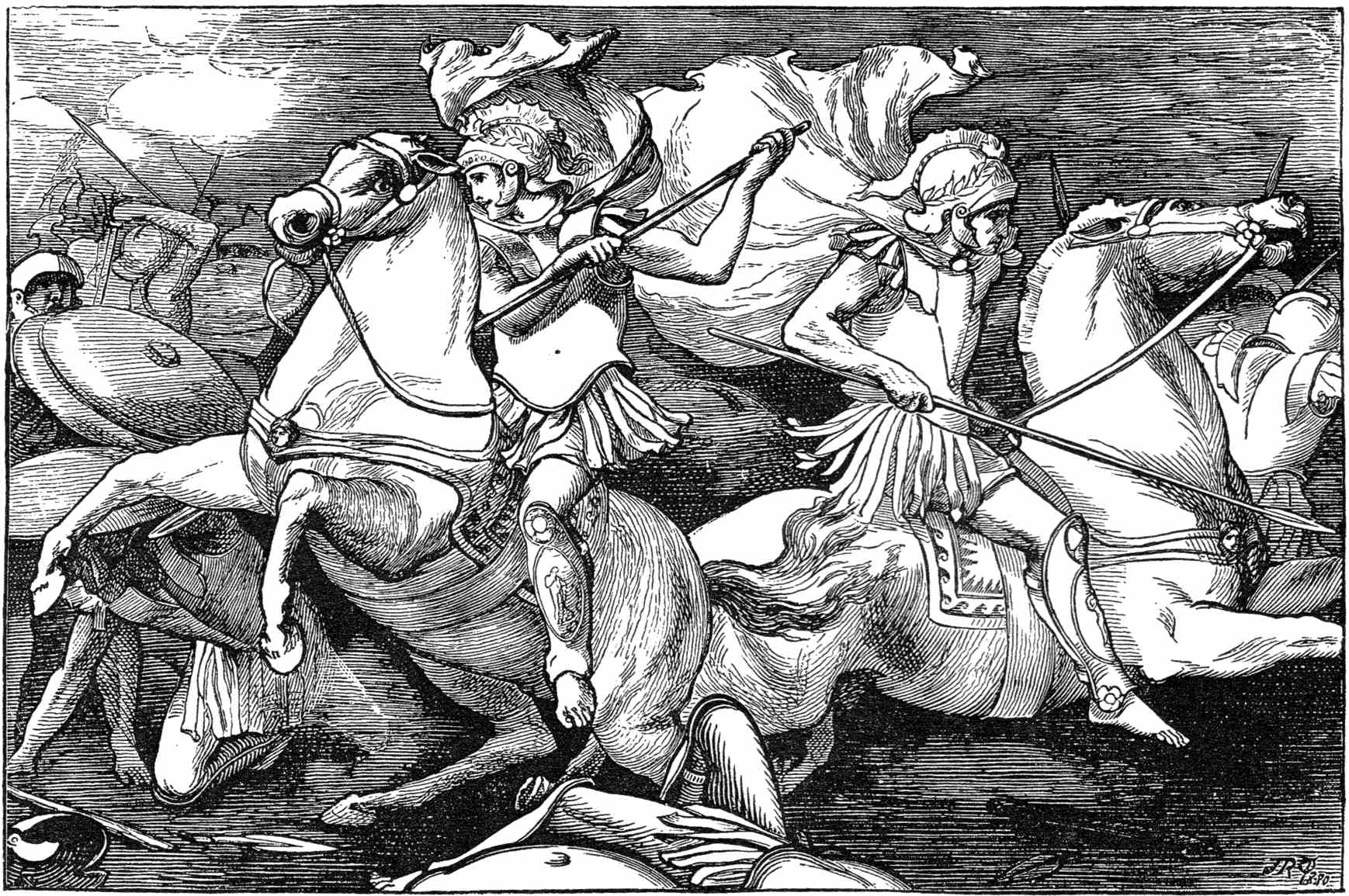
John Reinhard Weguelin, Bitwa nad jeziorem Regillus

The Battle Of The Lake Regillus – poemat epicki dziewiętnastowiecznego angielskiego poety Thomasa Babingtona Macaulaya, wchodzący w skład cyklu Lays of Ancient Rome, opublikowanego w 1842. Utwór w balladowej formie opowiada o bitwie nad jeziorem Regillus, niedaleko Tusculum, która miała miejsce w 499 lub 496 p.n.e. W starciu tym Rzymianie pokonali ligę okolicznych plemion. Zwycięstwo zadecydowało o likwidacji monarchii w Rzymie. 

"Hear, Senators and people
Of the good town of Rome,
The Thirty Cities charge you
To bring the Tarquins home:
And if ye still be stubborn
To work the Tarquins wrong,
The Thirty Cities warn you,
Look your walls be strong."

Zbiór ballad Macaulaya został zrecenzowany w piśmie Eclectic Museum of Foreign Literature, Science and Art.